# Capotille
Capotille (em crioulo, Kapotiy), é uma comuna do Haiti, situada no departamento do Nordeste e no arrondissement de Ouanaminthe.
De acordo com o censo de 2003, sua população total é de 15.086 habitantes.